# 朗基努斯
朗基努斯（？－45年），是命名于中世纪及现代基督宗教传说中，耶稣受十字架刑后，为确定耶稣是否已经受刑而死，因而用一枝长矛戳刺耶稣的侧腹位置的罗马帝国士兵。由于长矛沾上了耶稣的血液，被一些基督徒视为圣物，长矛亦以物主朗基努斯之名命名为朗基努斯枪。
福音书并未记载这名罗马士兵的名字。传说表述这名罗马士兵称为朗基努斯。传说进一步描述他是《马太福音》、《马可福音》、《路加福音》记载的十字架前之百夫长（羅馬軍隊的指揮官），见证：「这个人真是上帝的儿子！」「这个人真是义人！」自此之后，他成为了一名基督徒，被天主教、东正教及其他传统基督教教派视为圣人。

## 傳說起端

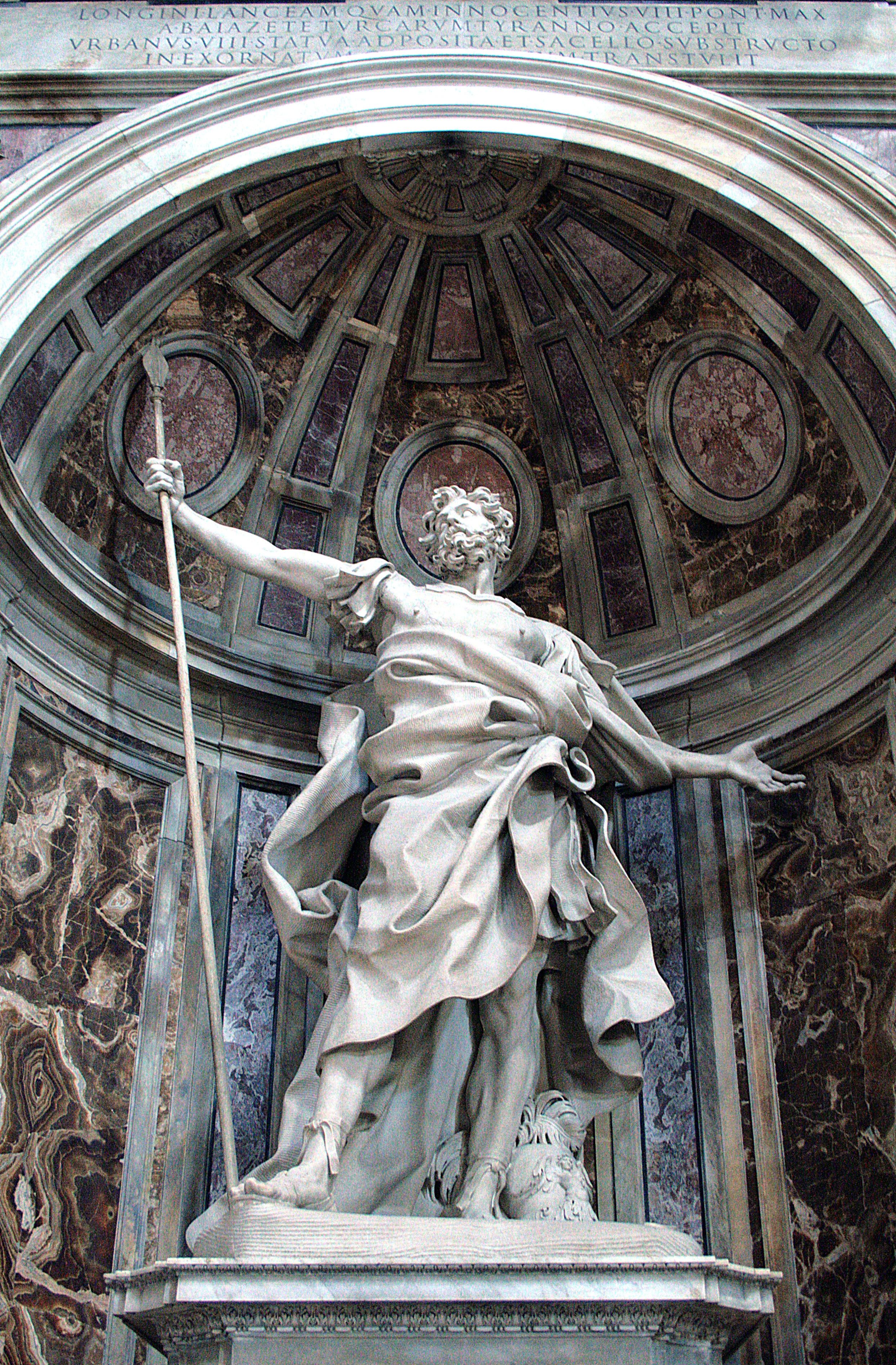
位于圣伯多禄大殿，由贝尼尼雕塑的圣朗基努斯像。

福音书并未记载这名罗马士兵的名字，「朗基努斯」之名出自经外书《彼拉多行传》的补遗伪典《彼拉多福音》中。朗基努斯并非一开始便是圣人，早期传说中，公元4世纪发现伪典《希律王致彼拉多之信》表示，朗基努斯因为戳刺耶稣的侧腹而遭受天罚，他被安置在山洞内，一到夜晚就被狮子咬噬，直至天亮，他的伤亦会立即痊愈，周而复始，直到时间尽头。其后传说变化了，朗基努斯皈依基督教，但英国研究圣人学者萨宾·霸菱-古尔德观察：「朗基努斯这个名字，在715年君士坦丁堡牧首杰曼努斯一世时代之前的希腊不见经传，主要取自西方经外书《彼拉多福音》。这些不是可靠文献证明他是殉道圣人。」然而，传说线索说明朗基努斯出生于萨谟奈地区的小镇兰恰诺中，即现代意大利中部的阿布鲁佐地区，亦有说法他出生在卡帕多西亚。
传说朗基努斯原是猶太地的羅馬總督本丢·彼拉多手下得力的百夫长，患了严重眼疾，他和他的羅馬帝國軍隊士兵負責押送耶穌到刑場，他负责确定耶稣是否已经因刑而死，当长矛戳刺耶稣的侧腹位置时，血水沿着长矛流到他手上，然后他用沾血的手抹向自己的眼睛，他的眼睛立即痊愈，而且有了治疗眼疾的能力，惊叹：「这个人真是上帝的儿子！」耶稣死后的种种异像使他离开军队皈依基督教，在使徒的教导下成为一位修士，在往后的38年在卡帕多西亚和该撒利亚（现土耳其开塞利）传教，最后自然逝世。
但另一种说法表示，朗基努斯因信仰而被异教祭司隶捕，祭司强迫他禮拜偶像，他厉言拒绝，并和祭师理论，愤怒的祭司将他打断牙齿，剪掉舌头。但是朗基努斯仍奇迹般继续清楚说话，并破坏祭司面前的几个偶像，魔鬼由偶像窜出，入侵祭司和他的追随者，朗基努斯驱逐魔鬼，令祭司的追随者和整个城市的人民改宗基督教。祭司逐渐变瞎，失去所有追随者，又怕太多人转信基督因而令当权者摧毁整个城市，祭司要求朗基努斯停止传道不果，将其斩首，他的血溅上祭司的眼睛，使祭司回复光明，后来祭司亦转信基督教。

## 遺骸和聖矛

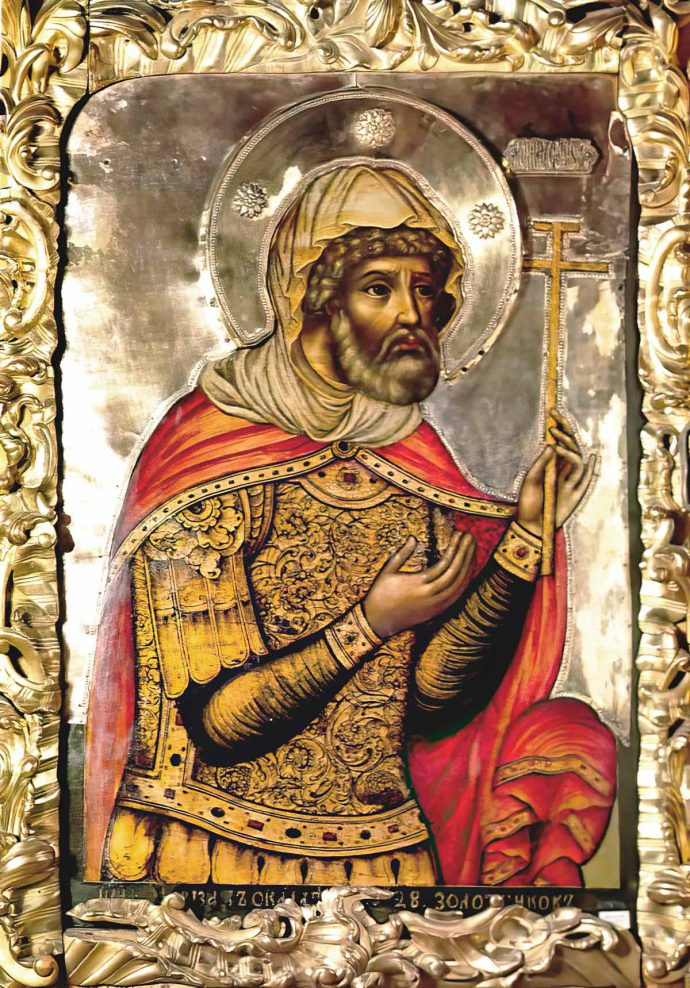
俄罗斯圣像画《百夫长朗基努斯》，费奥多尔·祖博夫于1680年所作。

朗基努斯（Longinus）大概拉丁化希腊字Longche（λόγχη），这字用于《约翰福音》19:34，意为矛。首次出现在586年，佛罗伦斯劳伦森图书馆馆藏叙利亚拉布喇福音书泥金装饰手抄本中，十字架旁持矛士兵图像上，同时有希腊字横写书信记载。那枝矛就是为人所知的圣矛，或称更后期的名字命运之矛，6世纪时开始为耶路撒冷的圣物，虽然当时仍没有用到无名百夫长「朗基努斯」命名，但在圣杯传说中已有相当地位。在一些中世纪的民间传说，例如，《黄金传奇》，触摸矛头耶稣的血可以治愈盲眼。
朗基努斯的遗骸，共两次被找寻和失落。第一次在1304年于曼托瓦发现，连带沾上了寶血之圣矛。当时的发现补充了朗基努斯传说，表示他将耶稣的遗体解下十字架，并协助清洗。因圣杯传说影响，接着的13世纪朗基努斯遗骸和圣矛受到博洛尼亚相当重视，两者被博纳科尔西家族持有，送到曼托瓦圣安德烈亚大教堂作圣体圣事之用。
遗骸和圣矛分散到布拉格与及其他地方，1492年圣矛送到梵蒂冈圣奥古斯丁教堂，但撒丁岛宣称他们拥有遗骸，而希腊则表示朗基努斯的遗骸一直埋葬在他殉难的地方卡帕多西亚。

## 現代敬禮
在天主教、东正教、亚美尼亚使徒教会，朗基努斯通常以殉道者的身份被尊敬。朗基努斯列入罗马殉道圣人录，却没有提到他殉难的过程，仅仅表示：「在耶路撒冷有圣朗基努斯的纪念活动，他用长矛戳刺十字架上耶稣的侧腹。」天主教朗基努斯瞻礼日在3月15日、东正教瞻礼日在10月16日、亚美尼亚使徒教会瞻礼日在10月22日。
由贝尼尼雕塑的圣朗基努斯像，是他四个雕塑的圣人像系列之一，位于梵蒂冈圣伯多禄大殿中，命运之矛的破片亦在此地收藏。
朗基努斯传说，在现代影视之中仍有相当关注，欧文·皮切尔1939年电影《大诫律》之中，阿尔伯特·德科饰演一名罗马军官为犹大山地的税官护航，他后来因为各各他的经历而成为基督徒。而乔治·史蒂文斯1965年电影《万世流芳》，由友情客串朗基努斯，明确表示朗基努斯在各各他说出：「这个人真是义人！」